# Джон Мур
Джон Мур (англ. John Moore; нар. 15 червня 1959) — американський письменник, автор серії пародійно-гумористичного фентезі «Принци Двадцятьох королівств» ,  інженер-хімік.

## Життєпис
Джон Мур народився 15 червня 1959 року в передмісті Філадельфії. Після школи переїхав до Техасу і вступив до Х'юстонського університету. Навчався не повний день і на те, щоб отримати диплом інженера-хіміка, витратив десять років. Під час навчання письменник підробляв бурильником на нафтопромислах, а також водієм вантажівки. У коледжі захопився журналом наукової фантастики «Isaac Asimov's Science Fiction Magazine».Через рік вирішив написати оповідання і надіслати в «Asimov*s». Оповідання не прийняли, але Джон отримав листа від помічника редактора Дарела Швейцара(Darell Schweitzer), від якого і дізнався про фензіни і науково-фантастичні конвенти. Після цього Джоні Мур вступає до асоціації «Fandom Association of Central Texas»(FACT), починає відвідувати семінари для письменників, бере участь у конкурсі «Writer*s of the Future», і пише свої перші оповідання. Ранні оповідання Мура були в жанрі наукової фантастики. Його перша публікація «Sight Unseen» («За Очі») з'явилась на «Aboriginal SF» в 1986 році. У 1989 році Джон нарешті отримує диплом інженера і починає працювати за спеціальністю. Водночас розпочинає роботу над книгою «Slay and Rescue» і започатковує серію «Принци Двадцятьох королівств». У 1991 році пише техно-трилер «Heat Sink», але ця книга побачила світ лише у 2010 році у вигляді мережевої публікації. В ній розповідається про недалеке майбутнє, коли канадські і російські вчені намагаються розтопити полярну кригу, щоб дістатися до покладів нафти. У 2004 році Мур створює ще одне фентезі під назвою «The Unhandsome Prince». У цьому ж році був висунутий на здобуття премій «Nebyla», «World Science Fiction».2005 рік — письменник завершує третю книгу серії «Heroics for Beginners»(«Героїзм для початківців»), яка спочатку принесла Джону визнання в Чехії і Німеччині, а потім повернулась до Америки. В четвертій книзі «Bad Prince Charlie»(«Поганий Принц Чарлі»)(2006 р.), як зізнається сам автор, він пародіює сам себе. Наступна книга серії «A Fate Worse than Dragons» написана у 2007 році, мала дещо меншу популярність, ніж інші. Наразі автор живе і працює в Х'юстоні, штат Техас.

## Твори
Найпопулярнішою у письменника вважається серія «Принци Двадцятьох королівств», написана в жанрі гумористичного фентезі. В кожній книзі Мур переосмислює сюжети з дитячих казок, переробляючи їх на дорослий лад. Мур перший довів, що Принц — це не лише титул і лицар без страху і докору, а жива людина зі своїми недоліками, бажаннями і прагненнями.
- «Slay and Rescue» (1993);
- «The Unhandsome Prince» (2004);
- «Heroics For Beginners» (2005);
- «Bad Prince Charlie» (2006);
- «A Fate Worse Than Dragons» (травень 2007);
- «Heat Sink» (2010);
- «The Lightning Horse» (2014).

## Оповідання
- «Bad Chance» (1986);
- «Sight Unseen» (1986);
- «Trackdown» (1987);
- «Freeze Frame» (1988);
- «High Fast Fish» (1988);
- «Bio-Inferno» (1990);
- «The Great Pickle Caper» (1990);
- «A Match on the Moon» (1990);
- «The Proof» (1990);
- «The Worgs» (1990);
- «Hell on Earth» (1991);
- «Sacrificial Lamb» (1992);
- «A Job for a Professional» (1993);
- «Excerpts from the Diary of Samuel Pepys» (1995);
- «Doorway to Hell» (2012).

## Книги, які вплинули на письменника
- «Троє в човні, не рахуючи собаки» Джером Клапка Джером;
- «The Many Loves of Dobie Gillis» Макса Шульмана;
- «Пригоди бравого вояка Швейка» Ярослава Гашека.

## Есе
- «Wastelandian Symbolism in Rory Harper's Petrogypsies» (1989).